# Linjeelement
|  | Denne artikel omhandler linjeelementer som et nyttigt værktøj ved løsning af differentialligninger. På engelsk har ordet line element en anden betydning, nemlig første fundamentalform, der bl.a. har en betydning for beregning af kurvelængder. |
Et linjeelement er en kort stump af en differentiallignings løsningskurve (også kaldet integralkurve); ved at tegne flere linjeelementer kan man danne et overblik over løsningskurver. Tegning af linjeelementer (eng. slope marks) kan man i matematisk analyse benytte til at finde løsninger til differentialligninger.
Hvis det om en funktion f gælder, at f(x0)=y0 og f'(x0)=a0, så siger man, at funktionen f går gennem linjeelementet (x0, y0; a0), som også kan skrives som (x0, f(x0); f'(x0)).
Betragt f.eks. differentialligningen f'(x)=x2-x-2. Ligningen har som bekendt uendelig mange løsninger. I et koordinatsystem med førsteaksen x og andenaksen y=f(x) vil der gå én og kun én løsning gennem hvert punkt (x0, y0). Et linjeelement definerer et punkt med dets koordinater (x0, y0) samt differentialkvotienten a0 af løsningskurven gennem dette punkt. Linjeelementerne kan derfor anvendes til at tegne hele løsningskurver.